# مردی از خانه (فیلم ۱۹۲۲)
مردی از خانه (انگلیسی: The Man from Home) یک فیلم صامت در ژانر درام به کارگردانی ژرژ فیتزموریس است که در سال ۱۹۲۲ منتشر شد. آلفرد هیچکاک طراح تیتراژ و کارگردان هنری این فیلم بود.

## بازیگران
- جیمز کرکوود سینیور
- آنا کیو. نیلسن
- جفری کر
- نورمن کری
- دوروتی کامینگ
- خوزه روبن
- آنت بنسون
- جان میلترن
- ادوارد داگنال
- کلیفورد گری